# Antoni Hoffman (pisarz)
Antoni Hoffmann (ur. ~1760 Lubelszczyzna, zm. w lutym 1816 w Puławach) — polski dramatopisarz, oficer wojsk I Rzeczypospolitej, bibliotekarz.

## Życiorys
Urodził się około roku 1760 na Lubelszczyźnie. Wstąpił w szeregi wojska polskiego. Dosłużył do stopnia kapitana artylerii w wojskach za czasów króla Stanisława Augusta. W 1791 został nobilitowany. Brał udział w insurekcji kościuszkowskiej.
Na początku XIX wieku zostaje bibliotekarzem u Czartoryskich w Puławach. Mieszkał tam i pracował do swojej śmierci w lutym 1816.

## Twórczość
Jest autorem dramatów klasycystycznych:
- Heligunda, tragedyja w 5 aktach (wyst. 1812)
- Bolesław Śmiały, tragedyja w 5 aktach (wyst. 1815)
- Don Quiszot, komedyja,
- Ubodzy bogaci